# Iris Slappendel
Iris Slappendel (Ouderkerk aan den IJssel (Holanda Meridional), 18 de febrero de 1985) es una ciclista profesional neerlandesa. Debutó como profesional en 2004 con solo 19 años. La mayoría de sus victorias las ha conseguido en carreras amateurs neerlandesas solo logrando cuatro victorias profesionales: una etapa del Giro della Toscana Int. Femminile-Memorial Michela Fanini (2006); una etapa del Tour de Turingia femenino (2010); y el GP Città di Cornaredo y el Open de Suède Vargarda (su victoria más importante al pertenecer a la Copa del Mundo) en 2012.
En 2014 fue la diseñadora de los maillots de la Copa del Mundo.

## Palmarés
2006
- 3.ª en el Campeonato de los Países Bajos Contrarreloj
- 1 etapa del Giro della Toscana Int. Femminile-Memorial Michela Fanini

2010
- 1 etapa del Tour de Turingia femenino

2011
- 3.ª en el Campeonato de los Países Bajos Contrarreloj

2012
- GP Città di Cornaredo
- Open de Suède Vargarda
- 1 etapa del RaboSter Zeeuwsche Eilanden

2014
- Campeonato de los Países Bajos en Ruta
- 1 etapa de La Route de France

## Resultados en Grandes Vueltas y Campeonatos del Mundo
Durante su carrera deportiva ha conseguido los siguientes puestos en las Grandes Vueltas femeninas y en los Campeonatos del Mundo en carretera:
| Carrera         | 2004 | 2005 | 2006 | 2007 | 2008 | 2009 | 2010 | 2011 | 2012 | 2013 | 2014 | 2015 | 2016 |
| --------------- | ---- | ---- | ---- | ---- | ---- | ---- | ---- | ---- | ---- | ---- | ---- | ---- | ---- |
| Giro de Italia  | -    | -    | -    | -    | 57.ª | 24.ª | 68.ª | 79.ª | 75.ª | 83.ª | 50.ª |      |      |
| Tour de l'Aude  | -    | Ab.  | 72.ª | 58.ª | -    | 51.ª | -    | X    | X    | X    | X    | X    | X    |
| Grande Boucle   | X    | -    | -    | -    | -    | -    | X    | X    | X    | X    | X    | X    | X    |
| Mundial en Ruta | -    | -    | -    | -    | -    | -    | -    | -    | -    | -    | Ab.  | 67.ª |      |

-: no participa

Ab.: abandono

X: ediciones no celebradas

## Equipos
- Vrienden van het Platteland (2004-2006)
  - Ondernemers van Nature-Vrienden van het Platteland (2004)
  - Vrienden van het Platteland (2005-2006)
- Team Flexpoint (2007-2009)
- Cervélo (2010-2011)
  - Cervélo Test Team (2010)
  - Garmin-Cervélo (2011)
- Rabobank/Rabo (2012-2013)
  - Rabobank Women Cycling Team (2012)
  - Rabo Women Cycling Team (2013)
  - Rabo Liv Women Cycling Team (2014)
- Bigla Pro Cycling Team (2015)
- UnitedHealthcare Professional Women's Cycling Team (2016)